# Jon Blundy
Jonathan David Blundy (né le 7 août 1961) est un géologue britannique. Il est professeur de recherche de la Royal Society à l'École des sciences de la Terre de l'Université d'Oxford et professeur honoraire à l'Université de Bristol ,,,,.

## Éducation
Il est diplômé de l'University College, Oxford (BA, 1983) et du Trinity Hall, Cambridge, (PhD, 1989) et ancien boursier Kennedy au Massachusetts Institute of Technology (1985) . Il fait ses études à la St Paul's School, au Brésil, à la Giggleswick School et à la Leeds Grammar School.

## Carrière
Blundy est surtout connu pour avoir fait progresser la compréhension de la façon dont les magmas sont générés dans la croûte et le manteau terrestres et des processus qui se produisent dans les volcans avant leur éruption. Il entreprend sa recherche doctorale à l'Université de Cambridge sous la direction du professeur Robert Stephen John Sparks sur les granites d'Adamello-Presanella dans les Alpes italiennes. Dans une série d'articles fondateurs avec le professeur Bernard John Wood dans les années 1990, Blundy développe une théorie de la déformation élastique pour décrire l'absorption d'oligo-éléments dans les réseaux cristallins des minéraux ignés. La théorie est basée sur des expériences à haute température et pression sur des roches en fusion et est maintenant largement utilisée pour prédire les coefficients de partage cristal-fonte à utiliser dans la modélisation des processus magmatiques.
Blundy collabore ensuite avec Katharine Cashman à l'Université de l'Oregon sur le volcan Mont Saint Helens dans la Chaîne des Cascades au nord-ouest des États-Unis. Blundy et Cashman démontrent l'importance du dégazage dans la conduite de la cristallisation des magmas volatils, un processus qui peut se produire sans aucun refroidissement. 
Blundy est récipiendaire de la médaille FW Clarke de la Geochemical Society (1997), du Murchison Fund (1998) et de la médaille Bigsby de la Société géologique de Londres (2005). Il est boursier Fulbright à l'Université de l'Oregon en 1998, professeur invité à l'Université de Nagoya en 2007 et élu membre de la Royal Society (FRS) en 2008.
Blundy reçoit également la Bourse Wolfson en 2011.